# Monte Landro
Il Monte Landro (o Monte Landra) è una collina appartenente ai monti Volsini nel comune di San Lorenzo Nuovo in provincia di Viterbo, in posizione panoramica sul lago di Bolsena ai confini con l'Umbria.
Durante il Risorgimento, nel 1867, il monte Landro fu teatro degli scontri tra i garibaldini e le truppe pontificie.

Nel 2011 è stato oggetto di scavi e rinvenimenti archeologici alla sua base.